# Arborophila rubrirostris
El arborófila piquirroja (Arborophila rubrirostris) es una especie de ave galliforme de la familia Phasianidae.

## Distribución geográfica
Es endémica de las selvas montanas de Sumatra.

## Estado de conservación
Se encuentra ligeramente amenazada por la pérdida de su hábitat natural.